# Natan Jelin-Mor
Natan Jelin-Mor (hebrejsky: נתן ילין-מור‎, rodným jménem Natan Friedman-Jelin; 1913 – 19. února 1980) byl revizionistický sionistický aktivista, vůdce Lechi a izraelský politik. Jako již starší se stal radikálním pacifistou, který podporoval jednání s Organizací pro osvobození Palestiny (OOP) a významné územní ústupky v rámci izraelsko-palestinského konfliktu.

## Biografie
Narodil se v Grodně v carském Rusku (dnes Bělorusko). Studoval inženýrství na Varšavské polytechnice. Ještě v Polsku se angažoval v hnutích Betar a Irgun. V letech 1938 až 1939 byl, společně s Avrahamem Sternem, spoluredaktor polských novin Irgunu s názvem Di Tat (doslova „Stát“).
Spolu se Sternem tajně imigrovali do mandátní Palestiny a stali se členy židovské polovojenské organizace Lechi (známé též jako Sternův gang). V prosinci 1941 se pokusil vycestovat do Turecka k jednání s nacistickými představiteli o masovém propuštění Židů z východní Evropy, výměnou za spolupráci Lechi při boji proti Spojenému království. Jeho mise však byla přerušena, když byl uvězněn v Sýrii. Po repatriaci byl dán Brity do vazby v Latrunu, kde se mu s dalšími 19 druhy podařilo vykopat 70metrový tunel, kudy 1. listopadu 1943 uprchli. Po Sternově smrti se stal členem nejužšího vedení Lechi (triumvirátu), společně s Jisra'elem Eldadem, šéfem propagandy, a Jicchakem Šamirem, šéfem operací.. Jelin-Mor se staral o politické zájmy Lechi.

Natan Jelin-Mor (uprostřed) a Matitjahu Šmuelivic před věznicí v Akku po propuštění v roce 1949

Byl jedním ze strůjců atentátu na lorda Moyna. Boj proti Britům spatřoval v mezinárodním měřítku a vyslovil se pro spolupráci s jinými antikolonialistickými skupinami, včetně palestinských a arabských skupin. Po masakru Dejr Jásin osobně konfrontoval Eldada.
V roce 1948 vytvořil Kandidátku bojovníků a byl zvolen do izraelského parlamentu (Knesetu), kde byl členem komise pro vnitřní vztahy. V roce 1949 byl souzen a odsouzen za vraždu emisara OSN Folke Bernadotta ze září 1948, ale byl propuštěn poté, co jeho strana uspěla v parlamentních volbách.
V roce 1949 odsoudil dělení Palestiny jako „handlování s územím domoviny“ a byl rovněž odpůrcem palestinského práva návratu. Později prodělal přerod z pravicového politika na levicového v souvislosti s prosovětským postojem některých radikálů z Lechi ve 40. letech, obhajováním prosovětské zahraniční politiky. Rovněž tak otočil list ve vztahu k palestinským Arabům a věnoval mnoho úsilí na usmíření s palestinskými Araby a jednáním s Organizací pro osvobození Palestiny (OOP). V roce 1956 pomáhal založit skupinu Semitic Action, jejíž časopis redigoval.

## Dílo
- JELIN-MOR, Natan. Fighters for the Freedom of Israel – Personalities, Ideas, and Adventures. Jeruzalém: Shiḳmonah, 1974. (hebrejsky)
- JELIN-MOR, Natan. The ere years. Tel Aviv: Kineret, 1990. ISBN 9789652862372. (hebrejsky)